# Rudolf Braunburg
Rudolf Braunburg (* 19. Juli 1924 in Landsberg a. d. Warthe; † 21. Februar 1996 in Waldbröl) war ein deutscher Pilot, Flugkapitän und Schriftsteller.

## Leben
Braunburg verlebte seine Jugend in den Niederlanden. Mit 16 Jahren schrieb er seinen ersten Roman, der allerdings bei einem Bombenangriff vernichtet und daher nie veröffentlicht wurde. Im Zweiten Weltkrieg war er Jagdflieger. Nach dem Krieg studierte er Pädagogik und Philosophie. Um sein Studium zu finanzieren, arbeitete er als Jazzsaxophonist und Ghostwriter.
Nach abgeschlossenem Studium arbeitete er sieben Jahre als Lehrer an einer Rudolf-Steiner-Schule in Hamburg. 1955 ging er zur Deutschen Lufthansa und war bis 1979 Flugkapitän.
Nach Anfängen als Navigator und Copilot auf der Lockheed Super Constellation und der Douglas DC-3 wurde Braunburg Flugkapitän, zuerst auf der DC-3, dann auf der Convair CV-440 Metropolitan, später wieder auf der Super Constellation und, nach Beginn des Jet-Zeitalters auf der Boeing 727, der Boeing 707 und schließlich auf der McDonnell Douglas DC-10.
In seiner aktiven Zeit als Flugkapitän war Braunburg auch Vorsitzender der Vereinigung Cockpit und hat sich dort für die Belange der Cockpit-Besatzungen in Deutschland und deren Arbeitsbedingungen eingesetzt.
Neben seiner Arbeit als Lehrer und Pilot sowie danach schrieb Braunburg über 70 Romane und Sach- und Jugendbücher. Zu seinen bekanntesten Werken gehören „Der verratene Himmel“, „Der Abschuß“ und „Hinter Mauern“. Außerdem veröffentlichte er zahlreiche Artikel über Umweltschutz, Jazz und Luftfahrt, als deren bekanntester deutscher Experte er lange Zeit galt.
Rudolf Braunburg lebte zuletzt in Waldbröl. Er war seit 1969 mit Annemarie, einer ehemaligen Stewardess, verheiratet.

## Werke
- Dem Himmel näher als der Erde, v. Schröder, Hamburg 1957, DNB 450598578
- Kraniche am Kebnekaise, v. Schröder, Hamburg 1959, DNB 450598586
- Geh nicht nach Dalaba, v. Schröder, Hamburg 1959, DNB 450598543
- Bitte anschnallen, Kumm, Offenbach 1961, DNB 450598527
- Schanghai ist viel zu weit, v. Schröder, Hamburg 1963, DNB 450598608
- Leichter als Luft, v. Schröder, Hamburg 1963, DNB 450598594
- Alle meine Flüge, Kumm, Offenbach 1965, DNB 450598535
- Das Geschäfts- und Privatflugzeug, Verlag moderne Industrie, München 1965, DNB 450598551
- Atlantikflug, Baken-Verlag, Hamburg 1966, DNB 450598519
- Tau über der Wüste. Eine Reise durch Israel, Baken-Verlag, Hamburg 1966, DNB 456179763
- Das achte Weltmeer, Verlag Gerhard Stalling, Oldenburg 1967, DNB 456179658
- Libanesisches Logbuch, Baken-Verlag, Hamburg 1967, DNB 456179712
- Rio in Raten, Ullstein Verlag, Frankfurt 1968, DNB 456179747
- Mexikanisches Logbuch, Baken-Verlag, Hamburg 1968, DNB 456179739
- Logbuch New York, Baken-Verlag, Hamburg 1968, DNB 456179720
- Gina und die Stratosphäre, Engelhorn Verlag, Stuttgart 1968, DNB 456179690
- Traumflug über Afrika, Zettner Verlag, Würzburg 1969, DNB 456179771
- Vielleicht über Monschau, Hörnemann, Bonn 1970, DNB 456179798
- Elefanten am Kilimandscharo und andere Fliegergeschichten, Signal-Verlag Frevert, Baden-Baden 1970, DNB 456179682
- Zwischenlandung, Schneekluth-Verlag, München 1970, DNB 456179801
- Beruf Flugkapitän, Motorbuch Verlag, Stuttgart 1971, DNB 456179666
- Ein Himmel voller Abenteuer : Flüge im Grenzbereich, Motorbuch Verlag, Stuttgart 1971, DNB 456179704
- Piratenkurs, Schneekluth-Verlag, München 1972, ISBN 3-7951-0247-2
- Monsungewitter, Schneekluth-Verlag, München 1974, ISBN 3-7951-0277-4
- Deutschlandflug, Schneekluth-Verlag, München 1975, ISBN 3-7951-0304-5
- Reise durch Masuren, Signal-Verlag Frevert, Baden-Baden 1975, ISBN 3-7971-0149-X
- Der Engel auf der Wolke, Schaffstein, Dortmund 1975, ISBN 3-588-00167-0
- Der Töter, Schneekluth-Verlag, München 1976, ISBN 3-7951-0335-5
- Von der DC 3 zur DC 10. Ein Pilotenleben, Motorbuch Verlag, Stuttgart 1976, ISBN 3-87943-441-7
- Nachtstart, Schneekluth-Verlag, München 1977, ISBN 3-7951-0343-6
- Der verratene Himmel, Schneekluth-Verlag, München 1977, ISBN 3-7951-0410-6
- Kranich in der Sonne. Die Geschichte der Lufthansa, Kindler Verlag, München 1978, ISBN 3-463-00729-0
- Keine Landschaft für Menschen: Flugstücke, Schneekluth-Verlag, München 1979, ISBN 3-7951-0533-1
- Wolken sind Gedanken, die am Himmel stehn, Kindler Verlag, München 1979, ISBN 3-463-00753-3
- Keine Angst vorm Fliegen, Falken-Verlag, Niedernhausen 1979, ISBN 3-8068-0463-X[1]
- Kein Frühling für Flamingos, Arena Verlag, Würzburg 1980, ISBN 3-401-03902-4
- Kennwort Königsberg, Schneekluth-Verlag, München 1980, ISBN 3-7951-0587-0
- Mann mit Jumbo im Gewitter, Moewig, München 1980, ISBN 3-8118-6605-2
- Abwärts nach Santiago, Arena Verlag, Würzburg 1980, ISBN 3-401-01360-2
- Sydney mit Sekt, Moewig, Rastatt 1980, ISBN 3-8118-6800-4
- Grüne Männchen im Radar, Moewig, Rastatt 1981, ISBN 3-8118-6621-4
- Masurengold, Schneekluth-Verlag, München 1981, ISBN 3-7951-0749-0
- Ein Leben auf Flügeln, Kindler Verlag, München 1981, ISBN 3-463-00826-2
- Über den Wolken, Arena Verlag, Würzburg 1982, ISBN 3-401-03974-1
- Hongkong International, Moewig, Rastatt 1982, ISBN 3-8118-2212-8
- Die letzte Fahrt der „Hindenburg“, Moewig, Rastatt 1982, ISBN 3-8118-2241-1
- Drachensturz, Schneekluth-Verlag, München 1982, ISBN 3-7951-0783-0
- Die Freiheit der Vögel, Heyne Verlag, München 1983, ISBN 3-453-01780-3
- Die schwarze Jagd, Schneekluth-Verlag, München 1983, ISBN 3-7951-0819-5
- Taurus, Schneekluth-Verlag, München 1984, ISBN 3-7951-0889-6
- Sucht mich am Himmel – unverhoffte Begegnung mit Saint-Exupéry, Schneekluth-Verlag, München 1984, ISBN 3-7951-0838-1
- Im Dunstkreis des Planeten – Ein Logbuch, Kösler Verlag, Köln 1984, ISBN 3-924208-02-6
- Eine Taube fällt vom Himmel, Signal-Verlag Frevert, Baden-Baden 1984, ISBN 3-7971-0234-8
- Die Spur des Kranichs, Lübbe, Bergisch Gladbach 1985, ISBN 3-404-10603-2
- Mit den Wäldern stirbt der Mensch, Signal-Verlag Frevert, Baden-Baden 1986, ISBN 3-7971-0254-2
- Rauchende Brunnen, Schneekluth-Verlag, München 1986, ISBN 3-7951-0840-3
- Der Abschuß, Rowohlt Verlag, Reinbek 1986, ISBN 3-499-15980-5
- Sein größter Flug, Lübbe, Bergisch Gladbach 1987, ISBN 3-404-10831-0
- Als Fliegen noch ein Abenteuer war, Harenberg Verlag, Dortmund 1988, ISBN 3-88379-548-8
- Keine Rückkehr nach Manila, Wunderlich Verlag, Reinbek 1988, ISBN 3-8052-0442-6
- Rückenflug, Rowohlt Verlag, Reinbek 1988, ISBN 3-499-12333-9
- Dschungelflucht, Lübbe, Bergisch Gladbach 1989, ISBN 3-404-11390-X
- Hinter Mauern, Rowohlt Verlag, Reinbek 1989, ISBN 3-499-12544-7
- En Route – Autobiographie eines Fliegers, Rasch und Röhring, Hamburg 1990, ISBN 3-89136-380-X
- Im Schatten der Flügel, Wunderlich Verlag, Reinbek 1990, ISBN 3-8052-0469-8
- Das Kranichopfer, Ogham, Stuttgart 1991, ISBN 3-88455-045-4
- Die Geschichte der Lufthansa, Rasch und Röhring, Hamburg 1991, ISBN 3-89136-416-4
- Abflug 9 Uhr 30, Engelhorn Verlag, Stuttgart 1994, ISBN 3-87203-193-7
- Der überfüllte Himmel: Luftfahrt im 21. Jahrhundert, Verlag C. H. Beck, München 1994, ISBN 3-406-37457-3

## Artikel
- Transatlantikluftverkehr: Flug 492. In: Geo-Magazin. Hamburg 1979, Nr. 12, S. 86–96.